# Jasnoje Pole
Jasnoje Pole (russisch Ясное Поле, deutsch Krausenwalde) ist ein Ort im Rajon Gussew in der russischen Oblast Kaliningrad. Er gehört zur kommunalen Selbstverwaltungseinheit Stadtkreis Gussew. Außer das ehemalige Krausenwalde übernahm Jasnoje Pole im Laufe seines Bestehens noch weitere ehemalige deutsche Orte in der Umgebung. Derzeit besteht der Ort offenbar nur noch aus zwei Gebäudekomplexen in den ehemaligen Ortslagen Antbrakupönen/Kahlheim und Tzullkinnen/Steffenshöfchen. 

## Geographische Lage
Jasnoje Pole liegt zehn Kilometer nördlich der Stadt Gussew (Gumbinnen) an der Regionalstraße 27A-033 (ex A198). Die nächste Bahnstation ist Gussew an der Bahnstrecke Kaliningrad–Tschernyschewskoje der einstigen Preußischen Ostbahn zur Weiterfahrt nach Moskau.

## Geschichte
Im Jahr 1947 wurde der ehemalige deutsche Ort Krausenwalde in Jasnoje Pole umbenannt. Vor 1976 wurden dann noch die Orte Suworowo (dt. Packallnischken/Bergendorf) und Serpuchowo (dt. Antbrakupönen/Kahlheim, Tzullkinehlen, Tzullkinnen/Steffenshöfchen) an Jasnoje Pole angeschlossen.  Der Gebäudeschwerpunkt des Ortes lag offenbar am Weg von Antbrakupönen nach Tzullkinehlen. Mitte der 1980er Jahre wohnten in Jasnoje Pole etwa 60 Personen, im Jahr 2002 noch 17 Personen und im Jahr 2010 noch 3 Personen.
Der Ort Jasnoje Pole gehörte seit 1947 zum Dorfsowjet Maiski selski Sowet, von 2008 bis 2013 zur Landgemeinde Kubanowskoje selskoje posselenije und seither zur kommunalen Selbstverwaltungseinheit Stadtkreis Gussew.

### Krausenwalde
Das Gutsdörfchen Krausenwalde wurde 1624 erstmals erwähnt. Von 1874 bis 1928 war es Teil des Amtsbezirk Packallnischken im Kreis Gumbinnen der preußischen Provinz Ostpreußen. Im Jahre 1910 zählte der Ort 130 Einwohner.
Am 30. September 1928 verlor der Gutsbezirk Krausenwalde seine Eigenständigkeit und wurde in die Landgemeinde Antbrakupönen (1938 bis 1945: Kahlheim) eingemeindet. Mit dem gesamten nördlichen Ostpreußen wurde das Dorf 1945 der Sowjetunion zugeordnet.

### Packallnischken (Bergendorf)
Das kleine früher Packallnischken genannte Dorf wurde bereits im Jahre 1564 erstmals urkundlich erwähnt. Am 18. März 1874 wurde es Amtsdorf und damit namensgebend für einen neu errichteten Amtsbezirk, der bis 1945 bestand und zum Kreis Gumbinnen im Regierungsbezirk Gumbinnen der preußischen Provinz Ostpreußen gehörte.
Im Jahre 1910 waren in Packallnischken 186 Einwohner gemeldet. Ihre Zahl stieg bis 1933 auf 226 und belief sich 1939 auf 201.
Aus politisch-ideologischen Gründen wurde Packallnischken am 3. Juni – offiziell bestätigt am 16. Juli – im Jahre 1938 in „Bergendorf (Ostpr.)“ umbenannt. 1945 kam das Dorf in Kriegsfolge mit dem nördlichen Ostpreußen zur Sowjetunion.

#### Amtsbezirk Packallnischken (Bergendorf)
Der Amtsbezirk Packallnischken (1939 in „Amtsbezirk Bergendorf (Ostpr.)“ umbenannt) bestand zwischen 1874 und 1945. Ihm gehörten anfangs 13, am Ende noch 6 Dörfer zu:
| Name              | Änderungsname 1938 bis 1946 | Russischer Name               | Bemerkungen                           |
| ----------------- | --------------------------- | ----------------------------- | ------------------------------------- |
| Antbrakupönen     | Kahlheim                    | Serpuchowo                    |                                       |
| Bersteningken     | Berstenau                   | Aljabjewo                     |                                       |
| Chorbuden         |                             | Gorbatschowo                  |                                       |
| Johannisthal      |                             | Iwanowka                      | 1928 nach Bersteningken eingegliedert |
| Klampupönen       |                             |                               |                                       |
| Krausenwalde      |                             | Jasnoje Pole                  | 1928 nach Antbrakupönen eingegliedert |
| Kutten            |                             | Jekaterinowka                 |                                       |
| Packallnischken   | Bergendorf (Ostpr.)         | Suworowo, jetzt: Jasnoje Pole |                                       |
| Rudstannen        | Steffensfelde               |                               |                                       |
| Samohlen          |                             |                               | 1928 nach Kutten eingegliedert        |
| Tzullkinnen, Dorf | ab 1935: Steffenshöfchen    |                               | nach Steffensfelde eingemeindet       |
| Tzullkinnen, Gut  |                             |                               | 1928 nach Rudstannen eingegliedert    |
| Wilkehlen         | Wilken                      | Pugatschjowo                  |                                       |

Am 1. Januar 1945 bestand der Amtsbezirk Bergendorf aus den Gemeinden: Bergendorf, Berstenau, Chorbuden, Kahlheim, Kutten und Steffensfelde.

## Kirche
Die Bevölkerung der beiden Dörfer Packallnischken (Bergendorf) und Krausenwalde war vor 1945 fast ausnahmslos evangelischer Konfession. Sie gehörten zum Kirchspiel der Kirche Niebudszen (der Ort hieß zwischen 1936 und 1938: Niebudschen, 1938 bis 1946: Herzogskirch, heute russisch: Krasnogorskoje) im Kirchenkreis Pillkallen (Schloßberg) in der Kirchenprovinz Ostpreußen der Kirche der Altpreußischen Union. Heute liegt Jasnoje Pole im Einzugsgebiet der neu entstandenen evangelisch-lutherischen Gemeinde der Salzburger Kirche in Gussew. Sie ist Pfarrsitz und gehört zur Propstei Kaliningrad (Königsberg) der Evangelisch-lutherischen Kirche Europäisches Russland.